# Sophienhof (Ittenbach)

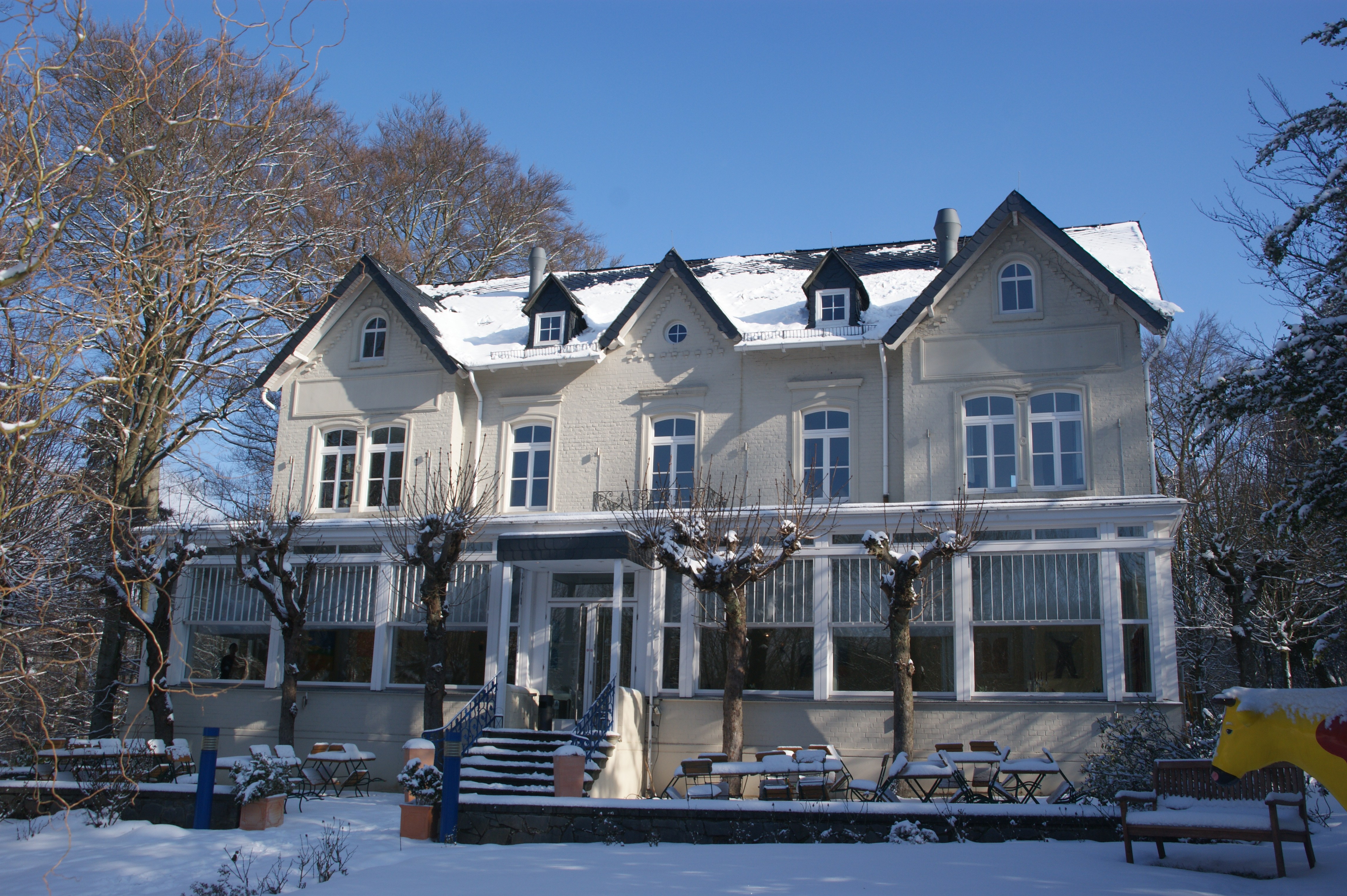
Sophienhof (2009)

Der Sophienhof ist ein Hotelgebäude auf der Margarethenhöhe, einem zu Ittenbach gehörenden Ortsteil der Stadt Königswinter im nordrhein-westfälischen Rhein-Sieg-Kreis, errichtet 1888/89. Er gilt als denkmalwert und bedeutend für die Entwicklung des Fremdenverkehrs im Siebengebirge.
Nach umfangreicher Renovierung wurde das Gebäude 2024 als Villa First – Im Sophienhof neu eröffnet. Heute fungiert es als Boutique-Hotel mit gehobener Gastronomie und dient als Veranstaltungsort für Hochzeiten, Tagungen und Events.

## Lage
Der Sophienhof liegt am südlichen Ende der passartigen Margarethenhöhe (320 m ü. NHN) an der Ostseite der Löwenburger Straße (Hausnummer 1), die als asphaltierte Straße bis zum Löwenburger Hof führt.

## Geschichte
Der Sophienhof entstand ursprünglich als Gastwirtschaft für den Bauherrn Wilhelm Lange. Die Eröffnung fand am 13. Februar 1889 statt. Der Sophienhof war das zweite Ausflugslokal auf der Margarethenhöhe, die sich seinerzeit zu einem Schwerpunkt des Fremdenverkehrs im Siebengebirge herausbildete. Er beherbergte zunächst unter anderem Führungspersonen der Erzdiözese Köln. 1909 erfuhr das Gebäude eine Erweiterung, im Zuge derer ein Anbau errichtet und die Veranda ausgebaut wurde. Das Hotel umfasste etwa ein Dutzend Fremdenzimmer im Ober- und Dachgeschoss. Es wurde noch über mehrere Jahrzehnte in Familienbetrieb geführt. Nach der Schließung des Hotels hatte Anfang der 1970er-Jahre ein Verfall eingesetzt.
Nachdem der benachbarte Margarethenhof 1984 Sitz der Friedrich-Naumann-Stiftung wurde, erwarb diese den Sophienhof zur Unterbringung von Tagungsgästen an. 1989/90 wurde das Gebäude entkernt. Im Zuge der Verlegung des Regierungssitzes nach Berlin zog die Friedrich-Naumann-Stiftung bis zur Jahreswende 1999/2000 nach Potsdam um. Der Sophienhof war bereits zuvor an ein Immobilienunternehmen worden, das dort 1998 wieder einen Hotel- und Restaurantbetrieb eröffnete. Nach der Insolvenz des Unternehmens im Jahre 2001, der für den Betrieb ohne Auswirkungen blieb, wurde der Sophienhof 2005 erneut veräußert und teilweise renoviert. 2011 wurde dort ein neues Restaurant eröffnet.
Im Jahr 2023 begann eine umfassende Renovierung des Gebäudes. Nach Abschluss der Arbeiten wurde das Anwesen im Juli 2024 als Villa First – Im Sophienhof wiedereröffnet. Heute ist es ein Boutique-Hotel mit Unterkünften, Gastronomie und einem Veranstaltungsbereich für Hochzeiten, Firmenfeiern und private Events.

## Architektur
Der Sophienhof ist ein zweigeschossiger, traufständiger und langgestreckter Backsteinbau. Dem Erdgeschoss ist eine Glasveranda vorgelagert, die auf einem Sockelgeschoss aufliegt und mittig den Hauseingang aufnimmt. Die Straßenfront verfügt über Eckrisalite, die ebenso wie die mittlere Fensterachse übergiebelt sind, und Segmentbogenfenster. An der Rückseite der Straßenfront besteht ein in Hohlblock ausgeführter Anbau.